# Would?
Would? è un singolo del gruppo musicale statunitense Alice in Chains, pubblicato il 7 giugno 1992 come primo estratto dal secondo album in studio Dirt.

## Descrizione
La canzone è dedicata al cantante dei Mother Love Bone, Andrew Wood, morto per una overdose di eroina nel 1990. Questa è apparsa per la prima volta sulla colonna sonora del film Singles - L'amore è un gioco, nel quale gli Alice in Chains fanno una piccola apparizione.
Jerry Cantrell, chitarrista della band e autore della canzone ha dichiarato riguardo ad essa:

## Video musicale
Il video è stato diffuso nel giugno del 1992 e diretto da Cameron Crowe e Josh Taft.
Ha vinto nella categoria Best Video from a Film agli MTV Video Music Awards del 1993, a cui erano candidati anche i video Revolution degli Arrested Development dal film Malcolm X, The Crying Game di Boy George dall'omonimo film e Dyslexic Heart di Paul Westerberg da Singles di cui anche Would? fa da colonna sonora.
Il video è contenuto anche in Music Bank: The Videos.

## Tracce
Testi e musiche di Jerry Cantrell, eccetto dove indicato
CD (Europa)
1. Would? – 3:28
2. We Die Young – 2:31
3. Man in the Box – 4:45 (Jerry Cantrell, Layne Staley)

CD maxi (Australia, Regno Unito), MC (Australia), 12" (Regno Unito)
1. Would? – 3:27
2. Man in the Box – 4:46 (Jerry Cantrell, Layne Staley)
3. Brother – 4:27
4. Right Turn – 3:58

7" (Regno Unito)
- Lato A

1. Would? – 3:27

- Lato B

1. Man in the Box – 4:46 (Jerry Cantrell, Layne Staley)

## Formazione
- Layne Staley – voce
- Jerry Cantrell – chitarra, voce
- Mike Starr – basso
- Sean Kinney – batteria

## Classifiche
Versione in studio
| Classifica (1992/93)          | Posizione massima |
| ----------------------------- | ----------------- |
| Australia                     | 69                |
| Finlandia                     | 17                |
| Paesi Bassi                   | 33                |
| Regno Unito                   | 19                |
| Stati Uniti (mainstream rock) | 31                |

Versione Unplugged
| Classifica (1996)             | Posizione massima |
| ----------------------------- | ----------------- |
| Stati Uniti (mainstream rock) | 19                |

## Cover
- Il gruppo svedese Opeth ha reinterpretato questo brano nel singolo Burden e nell'album Watershed.
- Il gruppo musicale fittizio Queens of Dogtown ha fatto una cover per la serie televisiva Californication. La canzone è presente anche nella colonna sonora della quarta stagione.